# Eublemma albivia
Eublemma albivia är en fjärilsart som beskrevs av George Francis Hampson 1914. Eublemma albivia ingår i släktet Eublemma och familjen nattflyn. Inga underarter finns listade i Catalogue of Life.